# Sarmolk
Sarmolk (persiska: سرملک) är en ort i Iran.   Den ligger i provinsen Kerman, i den centrala delen av landet, 800 km sydost om huvudstaden Teheran. Sarmolk ligger 2 011 meter över havet och antalet invånare är 340.
Terrängen runt Sarmolk är platt åt sydväst, men åt nordost är den kuperad.Runt Sarmolk är det glesbefolkat, med 12 invånare per kvadratkilometer. Närmaste större samhälle är Bardsīr, 5,6 km söder om Sarmolk. Trakten runt Sarmolk är ofruktbar med lite eller ingen växtlighet.